# Carcharhinus macloti
A Carcharhinus macloti a porcos halak (Chondrichthyes) osztályának kékcápaalakúak (Carcharhiniformes) rendjébe, ezen belül a kékcápafélék (Carcharhinidae) családjába tartozó faj.

## Előfordulása
A Carcharhinus macloti előfordulási területe az Indiai-óceánban és a Csendes-óceán nyugati felén van. A következő országok vizeiben lelhető fel: Fülöp-szigetek, India, Kenya, Kína, Hongkong, Kínai Köztársaság, Mianmar, Pakisztán, Pápua Új-Guinea, Srí Lanka, Tanzánia és Vietnám. Még megtalálható az Andamán- és Arafura-tengerekben, és talán az Ádeni-öbölben is.

## Megjelenése
Legfeljebb 110 centiméter hosszú, de 70-89 centiméteresen a Carcharhinus macloti már felnőttnek számít. Hosszúkás és karcsú testfelépítésű cápa. Pofája megnyúlt, a vége majdnem kihegyesedik. A két hátúszó között nincsen kiemelkedés. A mellúszói kicsik. Az elülső hátúszója is kicsi; rajta egy eléggé hosszúkás folt látható. A második hátúszó kisebb az elsőnél; ezen csak egy vékony folt van. Háti része szürkés vagy szürkésbarna, hasi része fehér. A mellúszók hátsó szélein és a farokúszó alsó nyúlványán fehér szegélyek vannak. A farokúszó felső nyúlványán pedig egy vékony fekete sáv húzódik.

## Életmódja
Szubtrópusi cápa, amely a tengerfenék közelében él. 170 méternél mélyebbre nemigen úszik le. Nagy rajokat alkot. Tápláléka kis csontos halak, fejlábúak és rákok. Táplálékát a kontinentális selfeken és a szigetek környékén kutatja fel.

## Szaporodása
Elevenszülő porcos hal; a peték kiürülő szikzacskója az emlősök méhlepényéhez hasonlóan a nőstény szöveteihez kapcsolódik. Belső megtermékenyítéssel szaporodik, párosodáskor a cápák egymáshoz simulnak. A vemhesség 12 hónapig tart. Egy alomban 1-2 kis cápa lehet. A kis Carcharhinus macloti születésekor 45-50 centiméter hosszú.

## Felhasználása
Kis mérete miatt kevésbé halásszák, azonban emberi fogyasztásra alkalmas. Frissen, szárítva vagy sózva árusítják.